# Gavia moldavica
Gavia moldavica Kessler, 1984 è una specie preistorica di uccello appartenente alla famiglia Gaviidae. Visse nel tardo Miocene. È stata trovata a Chișinău, la capitale della Moldavia.